# Keystore
Un keystore (magasin de clefs) Java est un fichier informatique qui stocke des certificats électroniques et éventuellement leurs clefs privées, le contenu de ce fichier sera utilisé par des applications de cryptographie à clef publique comme SSL.
Le JDK Java propose la commande keytool qui permet de manipuler ces fichiers. La commande permet d'ajouter des certificats ou des clefs privées dans un fichier keystore, de les supprimer, d'extraire un certificat, mais jamais d'extraire une clef privée.